# Шарм ла Кот
Шарм ла Кот (фр. Charmes-la-Côte) насеље је и општина у североисточној Француској у региону Лорена, у департману Мерт и Мозел која припада префектури Тул.
По подацима из 2011. године у општини је живело 327 становника, а густина насељености је износила 52,49 становника/km². Општина се простире на површини од 6,23 km². Налази се на средњој надморској висини од 360 метара (максималној 409 m, а минималној 224 m).

## Демографија
| 1962. | 1968. | 1975. | 1982. | 1990. | 1999. | 2011. |
| ----- | ----- | ----- | ----- | ----- | ----- | ----- |
| 185   | 231   | 241   | 253   | 281   | 312   | 327   |

График промене броја становника у току последњих година